# Dreipunktregler

Dreipunktregler im Strukturbild

Ein Dreipunktregler ist ein unstetig arbeitender Regler mit drei Ausgangszuständen. Je nachdem, ob der Istwert unter dem ersten Sollwert, zwischen erstem und zweitem Sollwert, oder über dem zweiten Sollwert liegt, wird der erste, zweite oder dritte Ausgangszustand eingenommen. Dreipunktregler kommen dann zum Einsatz, wenn die Stellgröße nicht stetig variabel ist.
Ein Beispiel für einen Dreipunktregler ist ein Heiz/Kühl-Thermostat – unter der Minimaltemperatur schaltet er ein Heizgerät ein, über der Maximaltemperatur aktiviert er ein Kühlgerät; im Bereich zwischen Minimal- und Maximaltemperatur sind beide ausgeschaltet.
Ein Dreipunktregler kann aber auch zweistufige Stellglieder ansteuern, beispielsweise Gas- oder Ölbrenner mit zwei Leistungsstufen, wobei beim Unterschreiten des niedrigeren Sollwertes die zweite Stufe hinzugeschaltet wird.
Eine andere Anwendung sind Lageregler, beispielsweise für die Höhe der Bürsten in einer Autowaschstraße (zu tief / zu hoch / Stopp). Ein Zweipunktregler hätte hier den Nachteil, dass sich die Bürsten laufend um den Sollwert auf und ab bewegen würden.
Dreipunktregler können mechanisch (z. B. Bimetall) oder auch elektronisch realisiert werden. Ein Dreipunktregler kann auch durch die Kombination von zwei Zweipunktreglern mit Umschaltkontakten oder zusätzlichen Relais bzw. Logikfunktionen realisiert werden.